# Leutes
Leutes (51° 56′ N, 5° 33′ L) é uma vila dos Países Baixos, na província de Guéldria. Leutes pertence ao município de Buren, e está situada a 9 km southwest of Wageningen.